# Wacław Donay
Wacław Donay (czasem też Donaj, Donaij; ur. 5 września 1742 lub 1744 we Frenštácie pod Radhoštěm, zm. 6 maja 1796 w Skoczowie) – morawsko-śląski rzeźbiarz i kamieniarz, przez większość twórczego życia związany ze Skoczowem i Śląskiem Cieszyńskim.

## Życiorys
Urodził się jako drugi co do starszeństwa syn Jakuba Donaya, budowniczego, i jego drugiej żony, Anny Kotaszyńskiej. Miał siedmioro rodzeństwa. Jego młodszy brat, Jan (ur. 1755), również był rzeźbiarzem, a jego młodsza siostra Anna (ur. 1758) wyszła za mąż za innego rzeźbiarza z Frensztatu, Georga Hvizda.
Tajniki kamieniarki i rzeźby artystycznej poznawał w warsztacie Weissmannów we Frydku, prawdopodobnie w czasie, gdy prowadził go Antonín Weissmann. Zapewne pod koniec lat 50. ukończył pierwszy etap edukacji, po czym wyruszył na wędrówkę czeladniczą, podczas której miał doskonalić swoje dotychczas zdobyte umiejętności oraz uzupełniać zasób rysunków (własnych bądź kopii innych artystów), które miały mu służyć w późniejszej pracy. Najprawdopodobniej odbywał ją na Morawach, a jest prawie pewnym, iż był w Ołomuńcu, na co wskazują nie tylko niektóre cechy jego twórczości, ale też znajomość rzeźby morawskiej.

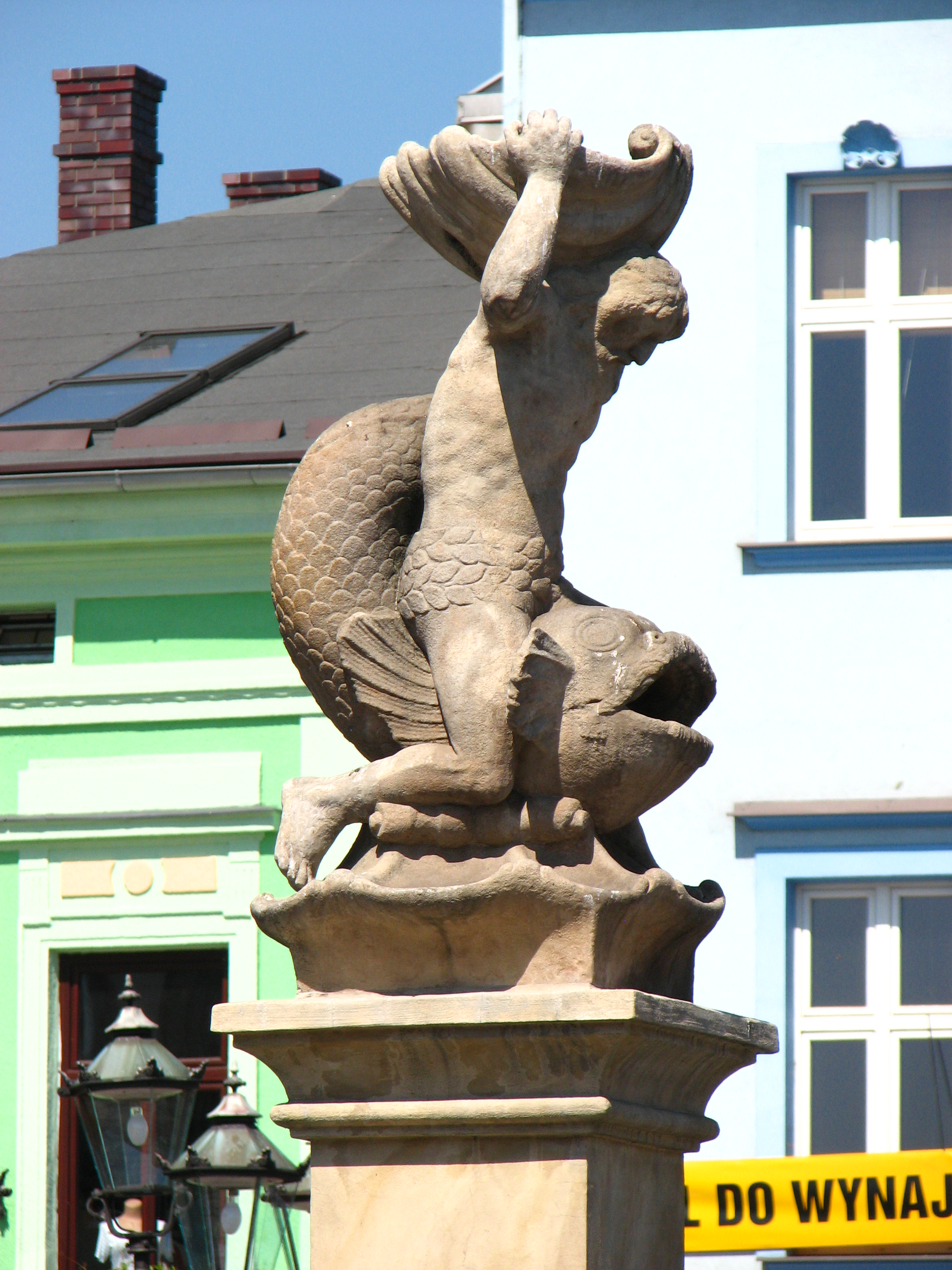
Figura Neptuna („Trytona” - „Jonasza”) na rynku w Skoczowie

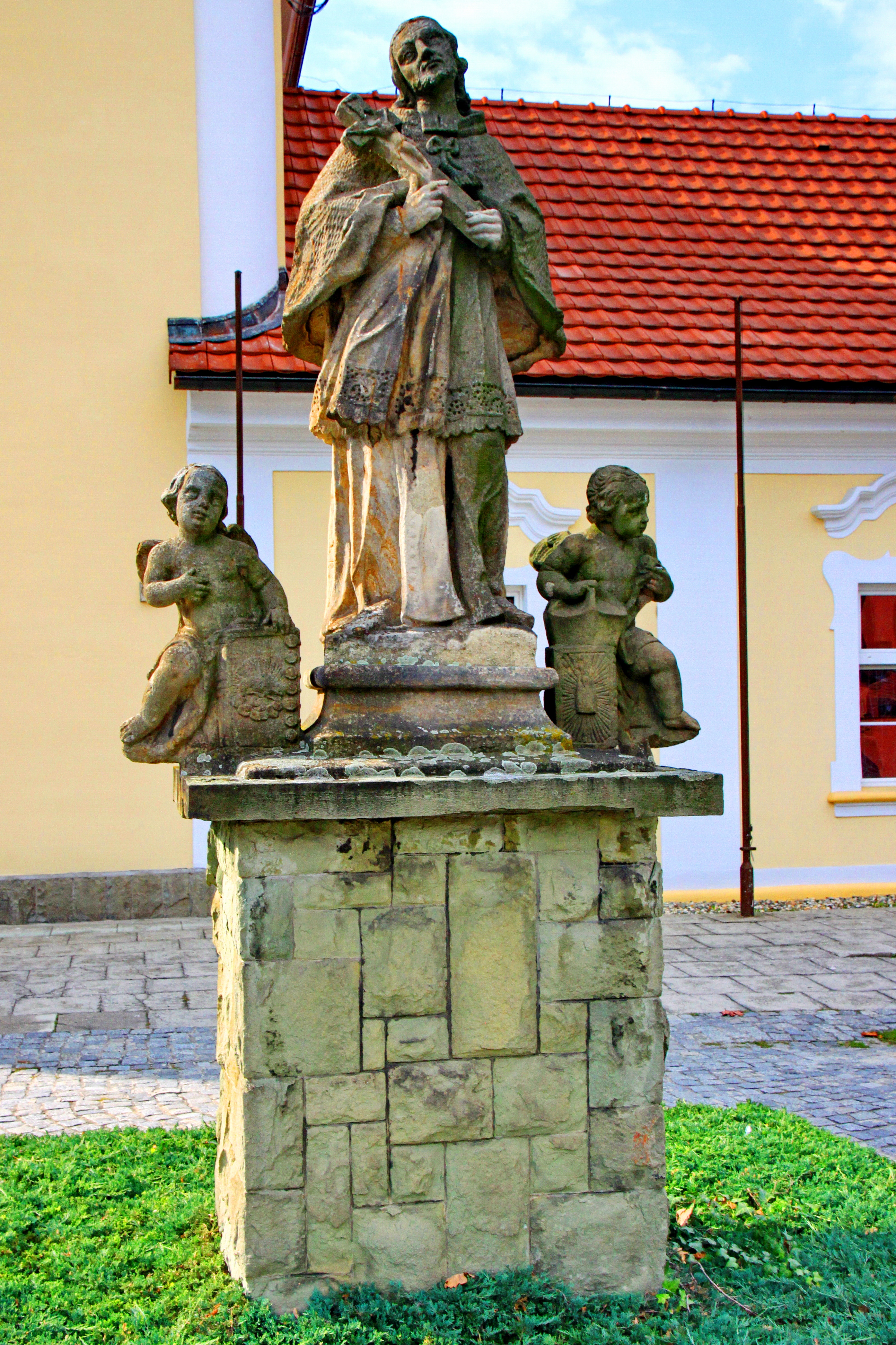
Figura św. Jana Nepomucena przed kościołem św. Klemensa w Ustroniu

Należy sądzić, że w latach 60. konkurencja w zakresie rzeźby na Morawach była już tak duża, że młody Wacław Donay przez dłuższy czas nie mógł założyć własnego warsztatu i w 1772 r. pracował jako pomocnik u rzeźbiarza i kamieniarza Jana Hrabka we Frydku. Zapewne wkrótce, w poszukiwaniu „wolnego etatu”, zawędrował aż do dalekiego Skoczowa, gdzie 27 grudnia 1773 wystąpił w charakterze ojca chrzestnego, trzymając do chrztu córkę miejskiego urzędnika – Adama Martinko. W 1774 r. ożenił się tu z Marianną, córką miejscowego mistrza szewskiego Adama Gaszyńskiego, z którą doczekał się ośmiorga dzieci. W 1775 r. uzyskał prawa miejskie i odtąd występuje już jako „wielkomieszczanin”, właściciel domu nr 3, pierwotnie należącego do jego teścia (obecnie ul. Bielska 18). Zapewne pod koniec życia został członkiem Rady Miejskiej, gdyż w późniejszych zapiskach występował jako „Wenzel Donay bűrger, bildhauer, Skotschauer Deputirer” (Wacław Donay mieszczanin, rzeźbiarz, skoczowski deputowany). Jak na warunki skoczowskie był już wówczas człowiekiem dość zamożnym: według rejestru podatkowego z 1789 r. posiadał ok. 16 ha ziemi ornej, łąkę i sad owocowy.
Zmarł 6 maja 1796 r. na zapalenie płuc. Jego żona zmarła dokładnie 5 miesięcy później, 6 października 1796 r. Ich synowie mieszkali w Skoczowie jeszcze w latach 20. XIX wieku.
„Rozwój kariery Donaya doskonale obrazują różne etapy twórczości: początkowo, w latach 70. XVIII w., był artystą skłonnym do eksperymentów formalnych, poszukiwał nowych rozwiązań i chętnie wcielał je w życie. Z biegiem czasu jego rzeźby cechuje powtarzanie się pewnych elementów i motywów, łatwych do wychwycenia nawet dla niewprawnego oka. Gdy stał się „dojrzałym” artystą, operował już ustalonym kanonem środków formalnych, a jego prace straciły dawną świeżość i nutkę nowatorstwa na rzecz sprawdzonej, warsztatowej produkcji.”

## Zidentyfikowane prace Wacława Donaya
- figura św. Floriana na Rynku we Frensztacie (1773);
- rzeźba Neptuna z rybą (zw. „Trytonem” lub „Jonaszem”) przy „czyszczarni” na Rynku w Skoczowie (przed 1775);
- ołtarz w kościele w Gnojniku (1774-1775) – niezachowany; pochodzące z niego drewniane figury św. Joachima i św. Józefa znajdują się obecnie we wnękach na fasadzie kościoła;
- ołtarz główny w kościele w Wiśle Małej (1776);
- ambona w nieistniejącym już kościele w Bziach – niezachowana;
- figura św. Floriana na Rynku w Cieszynie (prawdopodobnie, 1770-1777);
- płaskorzeźba św. Jana Chrzciciela na fasadzie domu przy ul. Fabrycznej 5 w Skoczowie (1793);
- cztery kamienne figury świętych wokół kościoła parafialnego w Skoczowie: Piotra z Alkantary i „pierwszego” Jana Sarkandra (przed 1775), Jana Nepomucena (l. 80. XVIII w.) oraz „drugiego” Jana Sarkandra(ok. 1794);
- figury św. Józefa i św. Jana Nepomucena przed kościołem parafialnym w Ustroniu (prawdopodobnie, 1770-1787);
- figura św. Jana Nepomucena w Goleszowie (prawdopodobnie, 2poł. l. 80. XVIII w.);
- nagrobek ks. Franciszka T. Entzendorfera, pierwszego proboszcza parafii ustrońskiej, na cmentarzu w Ustroniu (1790?).